# Entiat
Die Entiat sind ein indianischer Stamm im Nordwesten der USA im Bundesstaat Washington. Sie werden als einer der zwölf historischen Stämme der Confederated Tribes of the Colville Reservation vom BIA als ein auf Bundesebene anerkannter Stamm geführt (federally recognized tribe). 1954 wurden noch 113 Entiat gezählt.
Zusammen mit den besonders eng verwandten Wenatchi, Chelan und Sinkiuse-Columbia sowie anderen größeren Stämmen zählen sie sprachlich zu den Südlichen Binnen-Salish und kulturell zu den Binnen-Salish des Kulturareals des Plateau des Fraser River, Thompson River und Columbia Rivers; politisch sowie militärisch dominierten jedoch die vier Hauptgruppen der Binnen-Salish; zu diesen zählten die Okanagan, die St'at'imc (Lillooet), die Secwepemc (Shuswap) sowie die Nlaka'pamux (Thompson).

## Stammesgebiet
Die Entiat lebten ursprünglich in Flussgebiet des Entiat Rivers und dessen Nebenflüssen im Chelan County bis zu dessen Mündung in den Columbia River im Norden Washingtons; die Einmündung des Entiat Rivers war bei französischen Händlern als Point de Bois bekannt. Ihr Gebiet umfasste hierbei auch die Chelan Mountains und Entiat Mountains und reichte vom Columbia River westwärts bis in die Cascade Range zwischen dem Flussgebiet des Wenatchee River und dem Lake Chelan (abgeleitet vom Salish-Wort Tsi-Laan „Tiefes Wasser“). Eine band (englisch „Stammesgruppe“) der Entiat – die Sinialkumuh – lebte entlang des Columbia zwischen dem Entiat und dem Wenatchee River. Hier grenzte ihr Gebiet an das Stammesgebiet der kulturell und sprachlich besonders eng verwandten Wenatchi, so dass sie zeitweise als eine ihrer Untergruppen galten.

## Sprache und Name
Die Entiat waren auch als Sentiatgkumuh (Sintiatqkumuh) oder Ntiyatk bzw. Intietuk (Intietook) (“People from the place of grassy water”) bekannt; sie selbst allerdings nannten sich Nxaʔảmxəxʷ („die Einheimischen, die hiesigen Menschen“) und ihre Sprache Nxaảmxcín oder Nxaʔảmxcin („Sprache der Einheimischen“). 
In der Linguistik wird das Nxaảmxcín allgemein als Columbia-Moses oder Columbia-Wenachti bezeichnet und zählt zu den Südlichen Binnen-Salish-Sprachen. Es unterteilt sich in zwei Dialektgruppen: dem Columbia-Dialekt der Sinkiuse-Columbia (Middle Columbia Salish) sowie dem Wenatchi-Dialekt der Wenatchi (Wenatchee oder P'squosa), Chelan und Entiat. Da die Chelan und Entiat beide den Wenatchi-Dialekt sprachen, wurden (und werden) sie teilweise als Untergruppen der Wenatchi betrachtet.

## Geschichte
Für die Entiat war, da sie entlang reichhaltiger Fischgründe siedelten – ähnlich wie bei den westlich lebenden Küsten-Salish –, vor allem der Lachsfang wichtig, dazu kamen Jagd und Sammeltätigkeit; dennoch zählen sie kulturell zu den Binnen-Salish. 
Ihre traditionellen Verbündeten waren die ebenfalls zu den Südlichen Binnen-Salish gehörenden verwandten Wenatchi, Sinkiuse-Columbia und Chelan; zu ihren traditionellen Feinden zählten hingegen die als Snakes bezeichneten Nördlichen Shoshone, Bannock und Nördlichen Paiute, die Kwalhioqua (auch als Willapa bekannt), die Stämme der Blackfoot Confederacy – manchmal zählten die Nez Percé zu ihren Feinden, manchmal zu ihren Verbündeten. 
Da die Stämme des Plateaus um die besten Jagdgründe stritten, verschoben sich oftmals die Stammesterritorien. Nach der Ankunft des Pferdes – vermutlich durch Vermittlung der Shoshone – wurden alle Stämme der Region mobiler und konnten große Distanzen zwecks der Jagd sowie zu Kriegszwecken überwinden – nun mussten sich jedoch die sesshafteren Plateau-Stämme vermehrt mit Überfällen und der Konkurrenz der kriegerischen im Osten auf den Great Plains lebenden Plains-Stämmen sowie der im Süden im Great Basin ansässigen Stämmen auseinandersetzen. Der Krieg zwischen den einzelnen Stämmen im Nordwesten sowie den Nördlichen Plains klang erst wieder ab, als sich die jeweiligen einzelnen Stämme in große intertribale Allianzen organisierten, um ihre gemeinsamen Feinde zu bekämpfen – somit war ein Überfall auf eine einzelne Gruppe einer mächtigen Allianz jetzt viel riskanter als früher, da sich nunmehr oftmals Krieger von mehreren Stämmen gezwungen sahen, diesen Übergriff zu rächen.
In der ersten Hälfte des 19. Jahrhunderts traten sie in Kontakt mit britischen, amerikanischen und französischen Händlern. 

## Vertrag von Walla Walla 1855
Am 9. Juni 1855 zwang die Regierung des Washingtoner Territoriums ohne große Rücksicht auf traditionelle Siedlungsgebiete, sprachliche und kulturelle Unterschiede oder Animositäten zwischen den verschiedenen Stämmen zu nehmen diese den Walla Walla-Vertrag zu unterzeichnen, in die für sie vorgesehene Reservation zu ziehen und dort eine gemeinsame Stammesverwaltung aufzubauen. Im Vertrag von Walla Walla wurden 14 Stämme bzw. Bands als Teil der Confederated Tribes and Bands of the Yakama Nation organisiert und sind heute ein auf Bundesebene anerkannter Stamm (sog. „federally recognized tribe“). 
Während der Verhandlungen gelangte es den kleineren und somit militärisch-politisch schwächeren Stämmen zum Nachteil, dass die berühmte Winátshapam/Wenatshapam-Fischerei (einstmals wegen riesiger durchziehender Lachsschwärme eine der bedeutendsten Fischfangstellen im Nordwesten der USA) gemeinsam von Lower und Upper Yakama, Entiat, Wenatchi, Chelan und weiteren Stämmen genutzt wurde (sie befand sich im Territorium der Sinpusqôisoh Band der Wenatchi). Nach dem Bandnamen „Sinpusqôisoh“ wurden oftmals unter dem verballhornten Sammelbegriff P'squosa / Pisquose die drei Stämme der Wenatchi, Entiat und Chelan zusammengefasst und die Entiat und Chelan sogar nur als weitere Bands oder Gruppen der Wenatchi betrachtet.
Die unterzeichnenden Häuptlinge unterschrieben oftmals für mehrere Bands bzw. Stämme, da sie durch Heiraten, Fischrechte oder militärische Überlegenheit, sich berufen fühlten, im Namen dieser Stämme den Vertrag ebenfalls zu unterzeichnen.
Da Kamaiakin / K’amáyaqan, ein mächtiger Häuptling der Lower Yakama, der von den Stämmen bestimmte Sprecher während der Vertragsverhandlungen von Walla Walla (jedoch nicht deren Oberhäuptling, wie von den Amerikanern gerne angenommen) war, konnte dieser auch seine Landansprüche und Rechte – insbesondere für die Lower Yakama/eigentl. Yakama und für die Palus (Palouse) – gegenüber den Amerikanern durchsetzen. So ist es nicht verwunderlich, dass die spätere Yakama-Reservation für alle bei den Verhandlungen vertretenen Stämme sich im traditionellen Kernland der Lower Yakama befindet. Zudem beanspruchte Kamaiakin / K’amáyaqan die Verhandlungsrechte für die Sinpusqôisoh Band der Wenatchi bezüglich der wichtigen Winátshapam/Wenatshapam-Fischerei.
Bezüglich der Entiat waren neben Kamaiakin noch zwei Häuptlinge wichtig:
Te-cole-kun, Häuptling der Sinpusqôisoh Band der Wenatchi, der jedoch als gemeinsamer Vertreter der drei Stämme (Wenatchi, Entiat und Chelan) betrachtet wurde und La-hoom / Laxúmt (La-Hoom / La Hoompt, auch Chief Koxit George), ein Häuptling der Entiat (vermutlich der Sinialkumuh Band), der jedoch bei den Verhandlungen als Vertreter für die Ansprüche der Upper Yakama und insbesondere der Wenatchi betrachtet wurde. 
Jedoch zogen nur kleine Splittergruppen auf das zugewiesene Reservat, der Großteil der Wenatchi als auch der Entiat weigerte sich auf die Yakama-Reservation zu ziehen und versuchte weiterhin, ihre alten Stammesterritorien zu behalten. Einer der Häuptlinge, der um 1900 wohl hundert Jahre alte Chilcosahaskt / Shilhohsaskt (“Standing Cloud”) blieb bis zu seinem Tod am Entiat River.
Einige Entiat zogen in das Gebiet der Chelan am Lake Chelan (Wenatchi-Dialekt: Tsi-Laan – „tiefes Wasser“), jedoch mussten diese zusammen mit einer Band der Chelan unter Führung des Chelan-Häuptlings Nekquelekin / Nicterwhilicum (Enkawhakekum, auch Wapato John) ihre Siedlungsstelle Wapato Point am Columbia River nach einem Erdbeben verlassen, weil ein Fels, der heutige Ribbon Cliff, den Columbia aufstaute. Ihre Dörfer waren bis weit den Chelan River aufwärts dabei überschwemmt worden. Sie mussten, zusammen mit zehn anderen Stämmen in die Colville Indian Reservation ziehen und bilden heute den auf Bundesebene anerkannten Stamm (sog. „federally recognized tribe“) der Confederated Tribes of the Colville Reservation. Am 29. April 1877 wurde Minnie Freer geboren, eine Tochter von Quihnmeetsa, der ältesten Tochter des Häuptlings. Sie hatte Franklin Freer geheiratet. Minnie Freer heiratete Jack Anderson Comer Smith (J.A.C. Smith). Sie hatte Privatisierungsland bei der Öffnung der Colville Indian Reservation erhalten. Ihre Söhne bildeten den Auftakt einer in der Region überaus bekannten Dynastie von Rodeo-Reitern.
Heute ist die Mehrheit der Entiat und Wenatchi Teil der Confederated Tribes of the Colville Reservation, eine Minderheit ist Teil der Confederated Tribes and Bands of the Yakama Nation.